# Pine Haven
Pine Haven é uma cidade  localizada no estado norte-americano de Wyoming, no Condado de Crook.

## Demografia
Segundo o censo norte-americano de 2000, a sua população era de 222 habitantes.
Em 2006, foi estimada uma população de 340, um aumento de 118 (53.2%).

## Geografia
De acordo com o United States Census Bureau tem uma área de
3,4 km², dos quais 3,4 km² cobertos por terra e 0,0 km² cobertos por água.

## Localidades na vizinhança
O diagrama seguinte representa as localidades num raio de 80 km ao redor de Pine Haven.